# Mercury (Marvel Comics)
Mercury, il cui vero nome è Cessily Kincaid, è un personaggio dei fumetti creato da Nunzio DeFilippis (testi) e Christina Weir (disegni), pubblicato dalla Marvel Comics. Appare per la prima volta in New Mutants (seconda serie) n. 2 (agosto 2003).

## Biografia del personaggio
Cessily è originaria di Portland nell'Oregon figlia di Mark e Jillk Kincaid. I suoi genitori, quando i suoi poteri si manifestarono per la prima volta, ne furono così disgustati che resero la sua vita miserabile. Alla fine venne mandata all'istituto Xavier, dove divenne un membro dei Satiri una squadra di studenti mutanti, aventi come tutor Emma Frost. Sempre all'istituto Mercury s'innamorò di Wither (Kevin Ford), un altro studente, sebbene lui fosse innamorato di Wallflower (Mercury però era l'unica amica che Kevin potesse toccare a causa dei rispettivi poteri). Gli altri membri della sua squadra e con i quali Cessily stabilì buoni rapporti, erano: Satiro, Rockslide, Tag, Dust e Icarus. Quando Kevin venne arrestato dalla FBI, con l'accusa di aver ucciso suo padre, i Satiri decisero di farlo scappare, ma vennero fermati dalla squadra dei Nuovi Mutanti, in quell'occasione avvenne un mutamento nella composizione delle squadre: Icarus entrò nei Nuovi Mutanti, mentre proprio Whiter prese il suo posto nei Satiri. All'interno della squadra Mercury divenne un membro molto importante, contribuendo nel corso dell'anno scolastico, alla conquista del trofeo della scuola, cioè alla vittoria in quasi tutte le competizioni organizzate tra le varie squadre.
Prima della serie di House of M, che influenzò l'intera struttura narrativa ed editoriale dei personaggi presenti allo Xavier Institute, la Marvel ha pubblicato una miniserie in quattro fumetti, dedicata esclusivamente ai Satiri, nel corso della quale Mercury ebbe una parte. In questi quattro fumetti viene narrato come i Satiri, alla fine dell'anno scolastico, decisero di recarsi in vacanza a Los Angeles, nella casa di Julian Keller, il loro caposquadra. Già all'aeroporto i ragazzi incontrarono le prime difficoltà, quando vennero fermati dagli agenti, che vedevano nei giovani mutanti come dei terroristi. I genitori di Julian poi, pieni di pregiudizi nei confronti dei mutanti, non gradirono affatto l'arrivo dei ragazzi e alla fine lo diseredarono. Cessily nel frattempo, aiutò Julian a trovare delle prove compromettenti per agire contro i suoi ostili genitori e soprattutto si ritrovò una pergamena che recava scritto un modo per contattare il Kingmaker (con il potere di agire sulla realtà).
A casa di Julian, la mattina seguente, si presentò dunque un uomo, che affermava di essere il Kingmaker e che poteva far avverare i loro desideri; in cambio i ragazzi avrebbero dovuto aiutarlo a far avverare i desideri di altri suoi clienti. Di fronte a questa possibilità, Cessily chiese che finalmente i suoi genitori la accettassero per ciò che era, quindi, quando si ritrovò a Portland trovò i suoi genitori completamente cambiati nei suoi confronti. In seguito però, il criminale Kingmaker, si ripresentò e chiese ai Satiri di tener fede a quanto pattuito: la richiesta era di rubare un'arma chimica molto potente; però, dopo una serie di avventure, i Satiri combatterono contro il loro benefattore criminale, che perciò venne arrestato dallo S.H.I.E.L.D.. Ovviamente il prezzo di quest'ultima azione, fu la rinuncia ai desideri da lui appagati.
Nel corso dei fumetti successivi (la serie New X-Men), Mercury è rientrata all'istituto con i suoi compagni. Laggiù è stata catturata dai creatori di X-23 che le hanno tolto, con un procedimento elettrico molto doloroso, una parte del metallo organico di cui è composta, usata in seguito per farne la pelle di un mostro cacciatore di mutanti, il Predatore-X. Mercury è stata salvata dai suoi compagni New X-Men che l'hanno riportata allo Xavier Institute. Pare non si sia ancora ripresa dal trauma del rapimento e degli esperimenti fatti su di lei.

## Decimation
Cessily è una dei pochi mutanti che ha mantenuto i suoi poteri, a causa di quest'evento e della sua abilità in combattimento è diventata un membro dei New X-Men.

## Poteri e abilità
Il corpo di Cessily è composto da un metallo capace di liquefarsi e di rimodellarsi a suo piacimento (una specie di mercurio non tossico che si liquefà e ritorna solido, da qui il nome scelto). Trovandosi perennemente mutata in questa sostanza, Cessily non ha bisogno né di mangiare né di bere. Inoltre questa forma la rende più resistente alla magia ed alla telepatia. Un punto debole di Mercury sono le scariche di elettricità che le inibiscono il totale controllo molecolare del suo stato metallico.

## Altri media

### Televisione
Mercury compare in Wolverine e gli X-Men.